# Google Keep
Google Keep is een app ontwikkeld door Google Inc. waarmee notities gemaakt en bijgehouden kunnen worden. Het werd aangekondigd op 20 maart 2013 en is beschikbaar voor Android, iOS en als webapplicatie.
Google Keep is de opvolger en vervanger van Google Notebook. Notities kunnen ook worden gemaakt via een Android Wear-smartwatch.

## Functionaliteiten
Er zijn in Google Keep 5 verschillende soorten notities:
- Tekstnotities, dit zijn de standaardnotities en bestaan alleen uit tekst.
- Lijsten, dit is een lijst met tekst en selectievakje om regels aan te vinken.
- Audio-opnames, hiermee kan een stuk tekst ingesproken om getranscribeerd worden voor later. Deze functionaliteit werkt alleen onder de mobiele versies van Keep (die onder Android en IOS draaien).
- Fotonotities, hiermee kan een foto worden gemaakt om later terug te kijken.
- Tekennotities, om notities te tekenen.

Aan alle notities kan ook een herinnering toegevoegd worden. Er zijn twee verschillende soorten herinneringen: op tijdstip en op locatie. Daarnaast kan aan elke notitie ook nog een kleur gegeven worden. Naast het geven van kleuren aan notities als ordeningsmethode, kunnen er ook labels aan notities toegekend worden. Vervolgens kan binnen een verzameling notities in Keep zowel fulltext, op kleur als op label worden teruggezocht.

## Androidversie
Google Keep kan worden geïnstalleerd op elk apparaat met Android versie 4.0 of hoger.

## Varia
Het tijdschrift Time zette Google Keep in de lijst van 50 beste Androidapplicaties voor 2013.